# Колоньо Монцезе
Коло̀ньо Монцѐзе (на италиански: Cologno Monzese, на западноломбардски: Culògn, Кулон) е град и община в Северна Италия, провинция Милано, регион Ломбардия. Разположен е на 134 m надморска височина. Населението на общината е 46 949 души (към 2013 г.).